# (2828) Iku-Turso
(2828) Iku-Turso ist ein Asteroid des Hauptgürtels, der am 18. Februar 1942 von der finnischen Astronomin Liisi Oterma in Turku entdeckt wurde.
Der Asteroid trägt den Namen des Seeungeheuers Iku-Turso aus der finnischen Mythologie.